# Норт-Каувічен
Норт-Каувічен (англ. North Cowichan) — окружний муніципалітет в Канаді, у провінції Британська Колумбія, у складі регіонального округу Каувічен-Велі.

## Населення
За даними перепису 2016 року, окружний муніципалітет нараховував 29676 осіб, показавши зростання на 3,0%, порівняно з 2011-м роком. Середня густина населення становила 151,7 осіб/км².
З офіційних мов обидвома одночасно володіли 1 725 жителів, тільки англійською — 27 470, тільки французькою — 5, а 150 — жодною з них. Усього 2295 осіб вважали рідною мовою не одну з офіційних, з них 25 — одну з корінних мов, а 50 — українську.
Працездатне населення становило 57,3% усього населення, рівень безробіття — 6,4% (7,7% серед чоловіків та 5% серед жінок). 81,5% осіб були найманими працівниками, а 16,7% — самозайнятими.
Середній дохід на особу становив $42 326 (медіана $32 764), при цьому для чоловіків — $52 001, а для жінок $33 254 (медіани — $41 608 та $26 808 відповідно).
30,5% мешканців мали закінчену шкільну освіту, не мали закінченої шкільної освіти — 17,2%, 52,3% мали післяшкільну освіту, з яких 31,2% мали диплом бакалавра, або вищий, 110 осіб мали вчений ступінь.
| Статево-вікова структура населення | Статево-вікова структура населення | Статево-вікова структура населення | Статево-вікова структура населення | Статево-вікова структура населення |
| ---------------------------------- | ---------------------------------- | ---------------------------------- | ---------------------------------- | ---------------------------------- |
|                                    |                                    |                                    |                                    |                                    |
| Всього                             | Всього                             | 48,4%51,6%                         |                                    |                                    |
| 0 — 14 років                       | 0 — 14 років                       |                                    | 14,6%                              | 14,6%                              |
| 15 — 64 років                      | 15 — 64 років                      |                                    | 60,4%                              | 60,4%                              |
| 65 і більше                        | 65 і більше                        |                                    | 24,9%                              | 24,9%                              |
| 85 і більше                        | 85 і більше                        |                                    | 2,5%                               | 2,5%                               |
| 100 і більше                       | 100 і більше                       |                                    | 0%                                 | 0%                                 |
| Середній вік (років)               | Середній вік (років)               | 45,346,4                           | 45,8                               | 45,8                               |
| Медіана (років)                    | Медіана (років)                    | 49,250,6                           | 50,0                               | 50,0                               |
| — чоловіки — жінки                 |                                    |                                    |                                    |                                    |

| Походження мешканців:     | Походження мешканців:     | Походження мешканців: | Походження мешканців: | Походження мешканців: |
| ------------------------- | ------------------------- | --------------------- | --------------------- | --------------------- |
| Походження                |                           |                       | осіб                  | %                     |
| Корінні американці        | Корінні американці        |                       | 2 605                 | 8.97%                 |
| Інше північноамериканське | Інше північноамериканське |                       | 8 185                 | 28.19%                |
| Європейське               | Європейське               |                       | 23 130                | 79.66%                |
| британське                | британське                |                       | 17 680                | 60.89%                |
| французьке                | французьке                |                       | 2 840                 | 9.78%                 |
| українське                | українське                |                       | 1 365                 | 4.7%                  |
| Латинськоамериканське     | Латинськоамериканське     |                       | 195                   | 0.67%                 |
| Карибське                 | Карибське                 |                       | 90                    | 0.31%                 |
| Африканське               | Африканське               |                       | 165                   | 0.57%                 |
| Азійське                  | Азійське                  |                       | 2 055                 | 7.08%                 |
| Океанійське               | Океанійське               |                       | 255                   | 0.88%                 |

| Зайнятість населення за галузями (за класифікацією NOC): | Зайнятість населення за галузями (за класифікацією NOC): | Зайнятість населення за галузями (за класифікацією NOC): | Зайнятість населення за галузями (за класифікацією NOC): | Зайнятість населення за галузями (за класифікацією NOC): |
| -------------------------------------------------------- | -------------------------------------------------------- | -------------------------------------------------------- | -------------------------------------------------------- | -------------------------------------------------------- |
|                                                          |                                                          |                                                          |                                                          |                                                          |
| Управління                                               | Управління                                               |                                                          | 10,5%                                                    | 10,5%                                                    |
| Бізнес, фінанси та адміністрування                       | Бізнес, фінанси та адміністрування                       |                                                          | 13,3%                                                    | 13,3%                                                    |
| Природничі та прикладні науки                            | Природничі та прикладні науки                            |                                                          | 4,9%                                                     | 4,9%                                                     |
| Охорона здоров'я                                         | Охорона здоров'я                                         |                                                          | 8,1%                                                     | 8,1%                                                     |
| Освіта, правозахист, муніципальні та урядові служби      | Освіта, правозахист, муніципальні та урядові служби      |                                                          | 10,5%                                                    | 10,5%                                                    |
| Мистецтво, культура, відпочинок та спорт                 | Мистецтво, культура, відпочинок та спорт                 |                                                          | 2,9%                                                     | 2,9%                                                     |
| Роздрібна торгівля та послуги                            | Роздрібна торгівля та послуги                            |                                                          | 24,3%                                                    | 24,3%                                                    |
| Гуртова торгівля, транспорт та обладнання                | Гуртова торгівля, транспорт та обладнання                |                                                          | 17,1%                                                    | 17,1%                                                    |
| Природні ресурси, сільське господарство                  | Природні ресурси, сільське господарство                  |                                                          | 4,1%                                                     | 4,1%                                                     |
| Виробництво                                              | Виробництво                                              |                                                          | 4,2%                                                     | 4,2%                                                     |

## Клімат
Середня річна температура становить 9,9°C, середня максимальна – 20,8°C, а середня мінімальна – -2,1°C. Середня річна кількість опадів – 1 268 мм.
| Клімат поселення                              | Клімат поселення | Клімат поселення | Клімат поселення | Клімат поселення | Клімат поселення | Клімат поселення | Клімат поселення | Клімат поселення | Клімат поселення | Клімат поселення | Клімат поселення | Клімат поселення | Клімат поселення |
| Показник                                      | Січ.             | Лют.             | Бер.             | Квіт.            | Трав.            | Черв.            | Лип.             | Серп.            | Вер.             | Жовт.            | Лист.            | Груд.            |                  |
| Середній максимум, °C                         | 8,40             | 9,62             | 11,61            | 14,04            | 17,28            | 20,05            | 20,43            | 20,78            | 17,91            | 13,24            | 9,30             | 6,55             |                  |
| Середня температура, °C                       | 3,12             | 4,36             | 6,35             | 8,77             | 12,02            | 14,79            | 17,25            | 17,58            | 14,70            | 10,04            | 6,09             | 3,37             |                  |
| Середній мінімум, °C                          | −2,14            | −0,91            | 1,08             | 3,50             | 6,75             | 9,51             | 14,06            | 14,39            | 11,51            | 6,85             | 2,90             | 0,15             |                  |
| Норма опадів, мм                              | 222              | 131              | 123              | 73               | 51               | 39               | 23               | 33               | 37               | 121              | 209              | 206              |                  |
| Середньомісячна швидкість вітру, м/с          | 3.27             | 3.12             | 3.28             | 3.27             | 3.20             | 3.27             | 3.10             | 2.80             | 2.47             | 2.67             | 3.26             | 3.31             |                  |
| Середньомісячна сонячна радіація, кДж/м²·день | 3160             | 5963             | 9914             | 14726            | 18558            | 19808            | 21122            | 18035            | 13132            | 7100             | 3592             | 2504             |                  |
| --------------------------------------------- | ---------------- | ---------------- | ---------------- | ---------------- | ---------------- | ---------------- | ---------------- | ---------------- | ---------------- | ---------------- | ---------------- | ---------------- | ---------------- |
| Джерело:                                      |                  |                  |                  |                  |                  |                  |                  |                  |                  |                  |                  |                  |                  |